# سیارک ۱۰۴۳
سیارک ۱۰۴۳ (به انگلیسی: 1043 Beate، نامگذاری:1925HB) هزار و چهل و سومین سیارک کشف شده‌است که در ۲۲ آوریل ۱۹۲۵ و در هایدلبرگ کشف شد.
قدر مطلق سیارک برابر ۹٫۷۹ است.